# فریانا کوئویرا
فریانا کوئویرا (انگلیسی: Friana Kwevira؛ زادهٔ ۲۷ مهٔ ۱۹۹۸) ورزشکار دو و میدانی زن رشته پرتاب نیزه اهل وانواتو است که در بازی‌های کشورهای همسود در مجموع برندهٔ ۱ مدال برنز شده‌است.